# Giovanna Tortora
Giovanna Tortora (* 6. April 1965 in Acerra) ist eine ehemalige italienische Judoka. Sie gewann eine Bronzemedaille bei den Weltmeisterschaften 1993 und vier Bronzemedaillen bei Europameisterschaften.

## Sportliche Karriere
Die 1,54 m große Giovanna Tortora trat im Superleichtgewicht an, der Gewichtsklasse bis 48 Kilogramm. 1988, 1989, 1991 und 1995 war sie in dieser Gewichtsklasse italienische Meisterin. 1988 gewann sie in Tiflis bei den Weltmeisterschaften der Studierenden. Bei den Europameisterschaften 1989 in Tampere unterlag sie im Viertelfinale der Französin Cécile Nowak. In der Hoffnungsrunde erreichte sie den Kampf um eine Bronzemedaille, den sie gegen die Finnin Marjo Vilhola verlor. Im Jahr darauf unterlag sie bei den Europameisterschaften 1990 in Frankfurt am Main im Halbfinale der Britin Karen Briggs; im Kampf um Bronze bezwang sie die Deutsche Kerstin Emich. 1991 bei den Europameisterschaften in Prag unterlag sie erneut Karen Briggs im Halbfinale und wie im Vorjahr gewann sie Bronze gegen Kerstin Emich. Bei den Weltmeisterschaften 1991 in Barcelona verlor sie im Viertelfinale gegen Karen Briggs und schied in der Hoffnungsrunde gegen die Kanadierin Brigitte Lastrade aus.
1992 bei den Europameisterschaften in Paris verlor Tortora im Halbfinale gegen Cécile Nowak, die Bronzemedaille gewann sie durch einen Sieg über die Israelin Batia Frantzuzu. Im Sommer 1992 fand im Rahmen der Olympischen Spiele 1992 in Barcelona erstmals ein Olympisches Judo-Turnier für Frauen statt. Giovanna Tortora besiegte im Achtelfinale Kerstin Emich und verlor im Viertelfinale gegen Cécile Nowak. In der Hoffnungsrunde trat Tortora nicht zu ihrem Kampf gegen die Türkin Hülya Şenyurt an.
1993 bei den Weltmeisterschaften 1993 in Hamilton bezwang Tortora im Viertelfinale die Venezolanerin María Villapol, im Halbfinale unterlag sie der Japanerin Ryōko Tamura. Durch einen Sieg über die Spanierin Yolanda Soler erkämpfte Tortora eine Bronzemedaille. 1995 bei den Europameisterschaften in Birmingham schlug sie im Viertelfinale die Rumänin Laura Moise-Moricz, verlor im Halbfinale gegen Yolanda Soler und unterlag im Kampf um Bronze der Britin Joyce Heron. Bei den Weltmeisterschaften 1995 in Chiba schied Tortora in ihrem ersten Kampf gegen die Weißrussin Tazzjana Maskwina aus. Bei den Europameisterschaften 1996 in Den Haag unterlag sie im Viertelfinale der Französin Sylvie Meloux. Mit Siegen in der Hoffnungsrunde über Hülya Şenyurt, die Russin Tatjana Kuwschinowa und Tazzjana Maskwina gewann Tortora Bronze. Zum Abschluss ihrer sportlichen Karriere erreichte Tortora bei den Olympischen Spielen in Atlanta das Viertelfinale. Dort unterlag sie Ryōko Tamura, in der Hoffnungsrunde schied sie in ihrem ersten Kampf gegen Tazzjana Maskwina aus.